# Þróttur Vogum
L'UMF Þróttur Vogum est un club islandais omnisports basé à Vogar dans la Reykjanesskagi. Il possède une section football évoluant en 2. Deild Karla, à la suite de sa promotion de 3. Deild Karla en 2017.